# كارلن براون
كارلن براون (بالإنجليزية: Carlon Brown)‏ مواليد 4 أكتوبر 1989، هو لاعب كرة سلة أمريكي بدأ مسيرته الاحترافية في سنة 2012 يلعب مع فريق بروس باسكتس ويحمل الرقم 25. يبلغ طوله 6 قدم 5 بوصة (2.0 م).

## روابط خارجية
- كارلن براون على موقع كرة السلة الأوروبية.كوم (الإنجليزية)
- كارلن براون على موقع DraftExpress.com (الإنجليزية)
- كارلن براون على موقع كلية كرة السلة في سبورتس رفرنس.كوم (الإنجليزية)
- كارلن براون على موقع ريلجم (الإنجليزية)
- كارلن براون على موقع بروبوليرز (الإنجليزية)
- كارلن براون على موقع سبورتس رفرنس (الإنجليزية)
- كارلن براون على موقع سبورتس رفرنس (الإنجليزية)